# افغانستان در ۲۰۱۷
حوادث ذیل به ترتیب ماه‌ها در سال ۲۰۱۷ در افغانستان به‌وقوع پیوست.

## متولیان امور
- رئیس‌جمهور: اشرف غنی
- رئیس اجرائیه: عبدالله عبدالله

## حوادث

### ژانویه
- ۱ ژانویه – تکاوران/ پیاده‌نظام‌های کندک/گردان دوم، غَند/هنگ ۷۵ تکاوران (75th Ranger Regiment)، حمله‌ای را علیه فرمانده شاخه خراسان داعش که در کشور فعالیت داشتند، انجام داد. جوشوا لیچ، علی‌رغم این‌که در اثر پرتاب نارنجک جراحت برداشته بود، جنگ‌جویان دشمن را به تنهایی با سلاح خود مدت ۳ دقیقه مهار کرد. او درحالی‌که، تحت شلیک مستقیم سلاح‌های اکا- ۴۷، اکا-۷۴، ای‌کی‌اس-۷۴، ای‌کی‌س-۷۴ یو و پرتاب نارنجک قرار داشت، برای دوتن از تکاوران و یک سرباز زخمی نیروهای افغان اجازه داد تا محل را ترک کنند. لیچ با این ایثار و فدا کاری اش مدال «ستاره نقره‌ی» دریافت کرد.[۱]
- ۹ ژانویه – نیروهای دفاعی امنیتی افغان، قاری سیف‌الله اختر، از رهبران ارشد القاعده و یک تروریست دیگر را در حمله‌ای در ولایت غزنی کشتند.[۲][۳]
- ۱۰ ژانویه – بمب‌گذاری‌های ژانویه ۲۰۱۷ در افغانستان بیش از ۶۰ و نزدیک به ۱۰۰ زخمی برجای گذاشت.

### فوریه
- ۴ فوریه – برف‌کوچ سال ۲۰۱۷ در افغانستان دست کم جان ۱۴۳ تن را گرفت و ۱۰۳ تن دیگر را مجروح کرد.[۴]
- ۷ فوریه – حمله انتحاری در مقابل ستره محکمه/دادگاه عالی افغانستان در کابل ۲۰ کشته و بیش از ۴۸ مجروح برجای گذاشت. همچنین در چنین روزی، در اثر انفجار یک بمب کنار جاده‌ای در ولایت فراه در غرب افغانستان، یک مقام ارشد پلیس در این ولایت کشته شد. طالبان مسؤلیت این حمله را به‌دوش گرفتند.[۵]
- ۸ فوریه – ۶ افغان که با سازمان صلیب سرخ کار می‌کردند از سوی افراد مسلح مشکوک شاخه خراسان داعش کشته شدند و ۲ تن دیگر آنان ناپدید شدند، احتمال داشت که از سوی داعش در ولسوالی قوش تپه ربوده شده باشند.[۶]
- ۹ فوریه – یک سرباز نیروهای ویژه ایالات متحده آمریکا پس از آن به شدت زخمی شد که شورشیان به پایگاه آنان در ولایت هلمند حمله کردند. یک سرباز دیگر نیز در چنین روزی در ولایت هلمند زخم برداشت.[۷][۸]

### مارس
- ۱ مارس – طالبان بر مراکز فرمان‌دهی پلیس، ارتش و بخش‌های اطلاعاتی/استخباراتی حمله کردند و ۱۵ نفر را کشتند و ده‌ها تن دیگر را مجروح ساختند.[۹]
- ۷ مارس – پاکستان به صورت موقت گذرگاه‌های تورخم و چمن را بر روی رفت و آمد با افغانستان باز کرد تا برای عابرین هردو طرف که دارای ویزه معتبر باشند، اجازه باگشت به کشور شان را بدهد.
- ۸ مارس – ۴ جنگ‌جوی شاخه خراسان داعش بر بیمارستان سردار محمد داوود خان، بزرگ‌ترین بیمارستان نظامی در کابل حمله کردند که بیش از ۳۰ نفر جان باختند و بیش از ۵۰ تن دیگر جراحت برداشتند. نیروهای کماندو هرچهار مهاجم را پس از چندین ساعت درگیری از پا درآوردند.[۱۰]

### آوریل
- ۲ آوریل – هنگامی‌که نیروهای کماندو یک ذخیره‌گاه مواد منفجره و مهماتی را که در لشکرگاه، ولایت هلمند پیدا کرده بودند، انفجار دادند، دست کم ۹ فرد غیرنظامی در اثر آن کشته شدند.[۱۱]
- ۵ آوریل – رسانه‌های محلی گزارش دادند که در جریان عملیات ضدتروریستی، سید عمر باجوری، یکی از رهبران ارشد داعش در والسوالی اچین ولایت ننگرهار همراه با دست کم ۲۴ جنگ‌جوی دیگر این گروه کشته شدند.

### می
- ۱ الی ۲ می – نیروهای امنیتی افغان از دو گروه کندک/گردان پنجم، لوا/تیپ هفتم، پس از این‌که در ۱ می، از مناطق صعب‌العبور عقب‌نشینی نمودند، نیروهای سرحدی افغان به ولسوالی اشکاشم ولایت بدخشان رسیدند. این نیروها بی‌درنگ مورد حمله دشمن قرار گرفتند و مجبور شدند از مردم محل کمک بخواهند تا از موقعیت آن‌ها دفاع نمایند و تا ۲ می شرایط دفاعی را آماده کرده بودند. گروه کوچکی از کماندوهای نیروهای ویژه برای بازپس‌گیری منطقه از نزد تروریستان به ولسوالی زیباک رسیدند و گفته می‌شود که چندین حمله هوایی علیه دشمن را انجام دادند.
- ۳ می – یک بمب انتحاری در نزدیکی سفارت آمریکا در کابل به منظور هدف قرار دادن کاروان نیروهای ناتو انفجار کرد. در این انفجار، ۸ نفر از جمله ۳ سرباز آمریکایی کشته شدند و بیش از ۲۵ تن دیگر زخم برداشتند. داعش مسؤلیت این حمله را به‌عهده گرفت.[۱۲]

### ژوئن
- ۳ ژوئن – ۳ ژوئن ۲۰۱۷ انفجار در کابل
- ۶ ژوئن – انفجار مشکوک در مقابل مسجد جامع هرات[۱۳]
- ۱۰ ژوئن – طبق اطلاعات مقام محلی ولایت ننگرهار، یک فرد نفوذی طالبان در ولسوالی اچین این ولایت ۳ سرباز آمریکایی را به قتل رساند و یک تن دیگر را زخمی کرد.
- ۱۵ ژوئن – حمله ماه ژوئن ۲۰۱۷ بر مسجدی در کابل
- ۲۲ ژوئن – انفجار ماه ژوئن ۲۰۱۷ در ولایت لشکرگاه
- تاریخ نامعلوم – یک سرباز نیروهای کماندو چندین راکت را به سمت گروهی از نیروهای ویژه ارتش ایالات متحده آمریکا شلیک کرد که در اثر آن ۴ نفر زخمی شدند.

### ژوئیه
- ۳ ژوئیه – طی یک عملیات مشترک نیروهای خارجی با نیروهای امنیتی افغان در مقابل یک پایگاه در ولسوالی ناوه ولایت هلمند، یک سرباز آمریکایی گروه رزمی لوای استریکر، لشکر اول زرهی در اثر شلیک غیرمستقیم در جریان حمله به سمت پایگاه کشته شد و دو سرباز دیگر زخم برداشتند.[۱۴]
- ۱۱ ژوئیه – طی یک حمله هوایی نیروهای آمریکایی علیه مراکز شاخه خراسان داعش در ولایت کنر، ابو سید، رهبر شاخه خراسان داعش همراه با یک تروریست دیگر این گروه کشته شد.[۱۵]
- ۱۷ ژوئیه – نیروهای امنیتی افغان با همکاری واحد نیروی دریایی آمریکا و حملات هوایی متعدد ایالات متحده آمریکا، ولسوالی ناوه ولایت هلمند را از نزد طالبان دوباره تصرف کردند.[۱۶][۱۷]
- ۲۴ ژوئیه – انفجار در ۲۴ ژوئیه ۲۰۱۷ در کابل
- ۳۱ ژوئیه – حمله سال ۲۰۱۷ بر سفارت عراق در کابل

### اوت
- ۱ اوت – حمله سال ۲۰۱۷ بر مسجد هرات
- ۲ اوت – حمله بمب انتحاری بر کاروان نیروهای ناتو در ولایت کندهار، ۲ سرباز آمریکایی لوا/گردان دوم، هنگ ۵۰۴ پیاده‌نظام، گروه رزمی لوای اول، لشکر ۱۰۱ هوابرد را کشت و چهار سرباز دیگری را زخمی کرد.[۱۸][۱۹][۲۰]
- ۳ الی ۵ اوت – نیروهای طالبان و شاخه خراسان داعش حمله مشترک را در روستای میرزا ولنگ ولسوالی صیاد، ولایت سرپل انجام دادند که ۴۸ ساعت در برابر نیروهای پلیس محلی جنگیدند. در این نبرد، بیش از ۵۰ غیرنظامی (بیشتر هزاره‌های شیعه)، ۱۸ پلیس محلی و ۲۸ شبه‌نظامی محلی کشته شدند. در جناح مقابل، ۱۰ جنگ‌جوی آنان کشته شدند و بیش از ۱۲ تن دیگر مجروح شدند. سخن‌گوی وزارت امور داخله افغانستان در پیوند به این قضیه گفت که دولت برای بازپس‌گیری مناطق از دست شورشیان، در حال برنامه‌ریزی است. همچنین در چنین روزی، طالبان حمله انتحاری را علیه نیروهای مشترک گزمه‌کننده ناتو و اردوی ملی افغانستان در ولسوالی قره‌باغ، نزدیک فرودگاه بگرام، ولایت کابل انجام دادند که در اثر آن یک سرباز گرجستانی جان باخت و ۳ تن دیگر زخم برداشتند. علاوه براین، دو نظامی آمریکایی، یک مترجم افغان و ۵ سرباز دیگر نیز مجروح شدند و ۲ غیرنظامی افغان جان باختند.[۲۱][۲۲][۲۳][۲۴]

### سپتامبر
- ۵ سپتامبر – دو کارمند صلیب سرخ از سوی افراد مسلح ربوده شدند و در ماه فوریه آزاد شدند.[۲۵]
- ۱۱ سپتامبر – ۵ سرباز آمریکایی و یک سرباز ناتو هنگامی به‌صورت سطحی زخم برداشتند که فرد انتحاری با استفاده از موتور حامل مواد منفحره بر کاروان آن‌ها در نزدیکی روستا قلعه موسی بالا در ولایت پروان حمله کرد.[۲۶]

### اکتبر
- ۱ اکتبر – حمله هوایی نیروی هوایی افغانستان به‌طور غیرعمدی بر یک ایست بازرسی در گرشک ولایت هلمند ۱۰ تن را کشت و بیش از ۹ عضوی گروه سنگوریان – نیروی امنیتی که لباس محلی می‌پوشند تا در مناطق تحت سیطره طالبان با سایر افراد خلط شوند – زخمی شدند.[۲۷]
- ۱۲ اکتبر – حمله هواپیمای بدون سرنشین نیروهای آمریکایی در ولایت کنر ۱۴ تروریست شاخه خراسان داعش را کشت. سخن‌گوی والی کنر گفت که این حمله به منظور هدف قرار دادن نشست فرماندهان شاخه خراسان داعش که در آن برای یک حمله تروریستی برنامه‌ریزی می‌کردند، صورت گرفته‌است.[۲۸]
- ۱۸ اکتبر – حمله هواپیمای بدون سرنشین نیروهای آمریکایی در ولایت پکتیا عمر خالد خراسانی، رهبر گروه «جماعت الاحرار» و ۹ تروریست این گروه را به قتل رساند.[۲۹]

### نوامبر
- ۳ نوامبر – طبق سخن مقامات دولتی و ساکنان محلی، طی حمله هوایی ایالات متحده در ولسوالی چهاردره ولایت قندز، شماری زیادی افراد غیرنظامی که گفته می‌شود حدود ۵۵ تن بودند، به قتل رسیدند. یک مقام امنیتی افغان گفت که طالبان مردم محل را مجبور کردند اجساد را حین حملات هوایی انتقال دهند. هرچند، نیروهای افغان تصریح کردند که هیچ فرد غیرنظامی کشته نشده‌است.[۳۰]
- ۴ نوامبر – یک سرباز نیروهای ویژه آمریکا از لوا/تیپ دوم، گروه نیروی ویژه دهم بر اثر جراحتی که در جریان عملیات در ولایت لوگر برداشته بود، جان باخت.[۳۱]
- ۱۹ نوامبر – کماندوهای افغان و نیروهای ائتلاف عملیات شبانه را بر زندان طالبان در روستای نوزاد ولایت هلمند انجام دادند که طی آن ۱۵ زندانی رها شدند. همچنین، چندین عضوی گروه طالبان را دستگیر کردند و مواد ساخت بمب را از بین بردند.[۳۲]

### دسامبر
- ۱ دسامبر – طی حمله‌ای در ولسوالی موسی قلعه ولایت هلمند، ملا شاه ولی، رهبر «قطعه سرخ» طالبان، یکی از معاونان فرمانده شاه ولی و ۳ شورشی دیگر کشته شدند.[۳۳]
- ۱۸ دسامبر – مهاجمان شاخه خراسان داعش بر مرکز تعلیمی ریاست عمومی امنیت ملی در کابل حمله کردند.[۳۴]
- ۲۵ دسامبر – یک فرد انتحاری ۶ نفر را کشت و ۳ تن دیگر را در نزدیکی ساختمانِ متعلق به ریاست امنیت ملی در کابل زخمی کرد.[۳۵]
- ۲۸ دسامبر – یک مهاجم انتحاری بر مرکز فرهنگی اهل تشیع در کابل یورش برد که در اثر آن ۵۰ نفر کشته شدند و بیش از ۸۰ تن دیگر جراحت برداشتند. داعش این حمله را انجام داد.

## کشته شدگان
- ۲۰ ژانویه – احمد گیلانی (متولد ۱۹۳۲)، بنیان‌گذار جبهه محاذ ملی اسلامی افغانستان[۳۶]
- ۲۶ فوریه – عبدالسلام (متولد ۱۹۶۸) والی طالبان[۳۷]
- ۱۰ سپتامبر – نانسی دوپری (متولد ۱۹۲۷)، مورخ آمریکایی که ۵۵ سال از عمر خود را صرف حفاظت از آثارباستانی افغانستان کرد.[۳۸]